# Neger

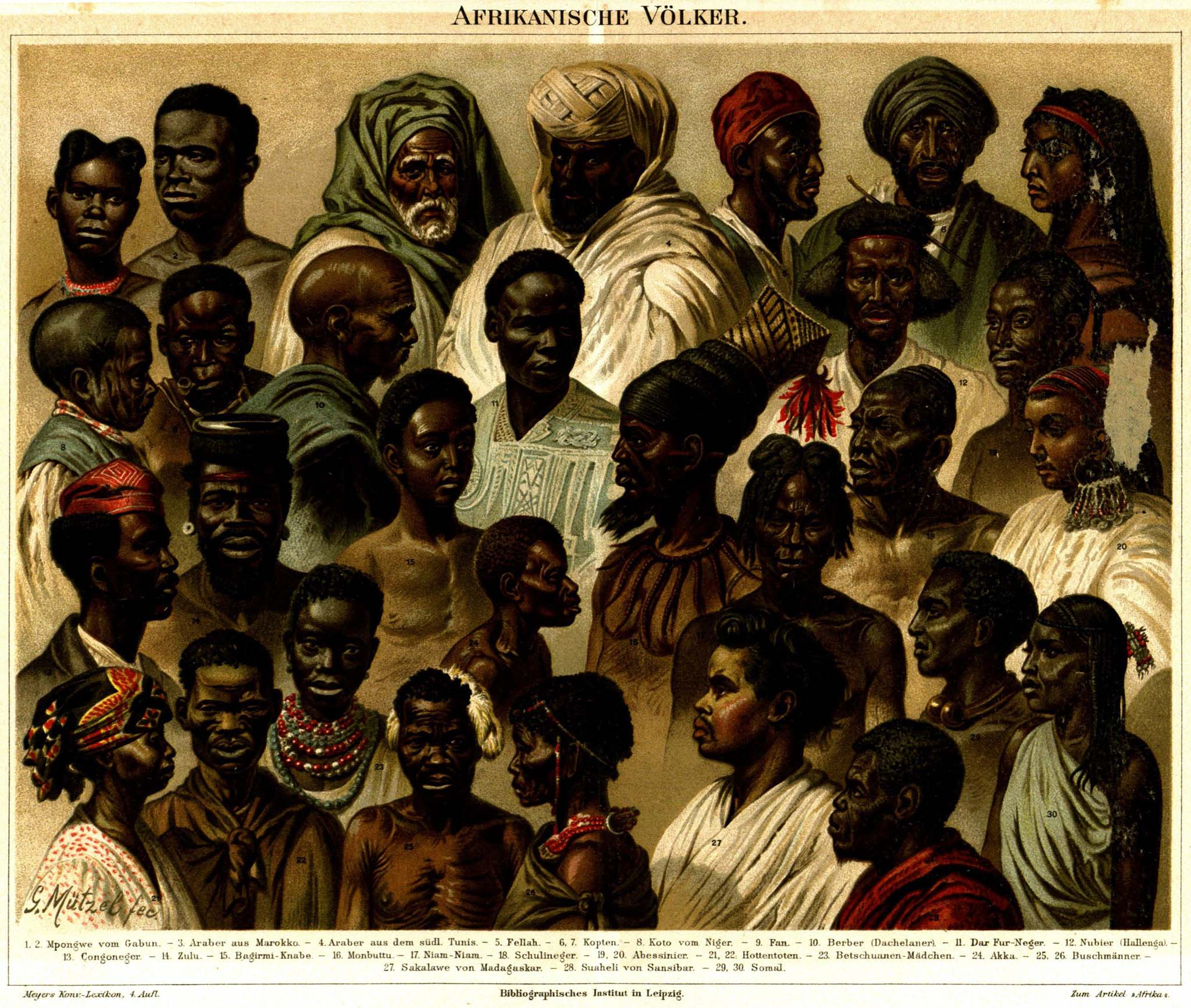
Bild från 1890-talet beskriven som "Afrikanska folkslag", från det tyska Meyers Konversationslexikon.

Neger (feminin form: negress, tidigare även negrinna) är en kontroversiell benämning på personer från vissa svarta folkgrupper från framför allt Afrika samt för personer av afrikanskt ursprung i Amerika. I äldre källor omfattades även mörkhyade folk från södra Asien och Oceanien. Dessa folkgrupper har även kallats för "svart ras" eller "negroid ras", men detta har fallit ur bruk hos betydande delar av vetenskapen som i allt väsentligt redan på 1960-talet frångått teorierna om människoraser.
Ordet "neger" anges av språkforskare och myndigheter vara föråldrat. Från och med 2000-talet används vanligtvis inte ordet längre, eftersom det uppfattas som både nedsättande och kränkande.

## Etymologi
Ordet förekommer i svenskan sedan 1680. Det härstammar från det spanska ordet "negro" som betyder svart och som i sin tur kan härledas till det latinets "niger", med samma betydelse.

## Historia

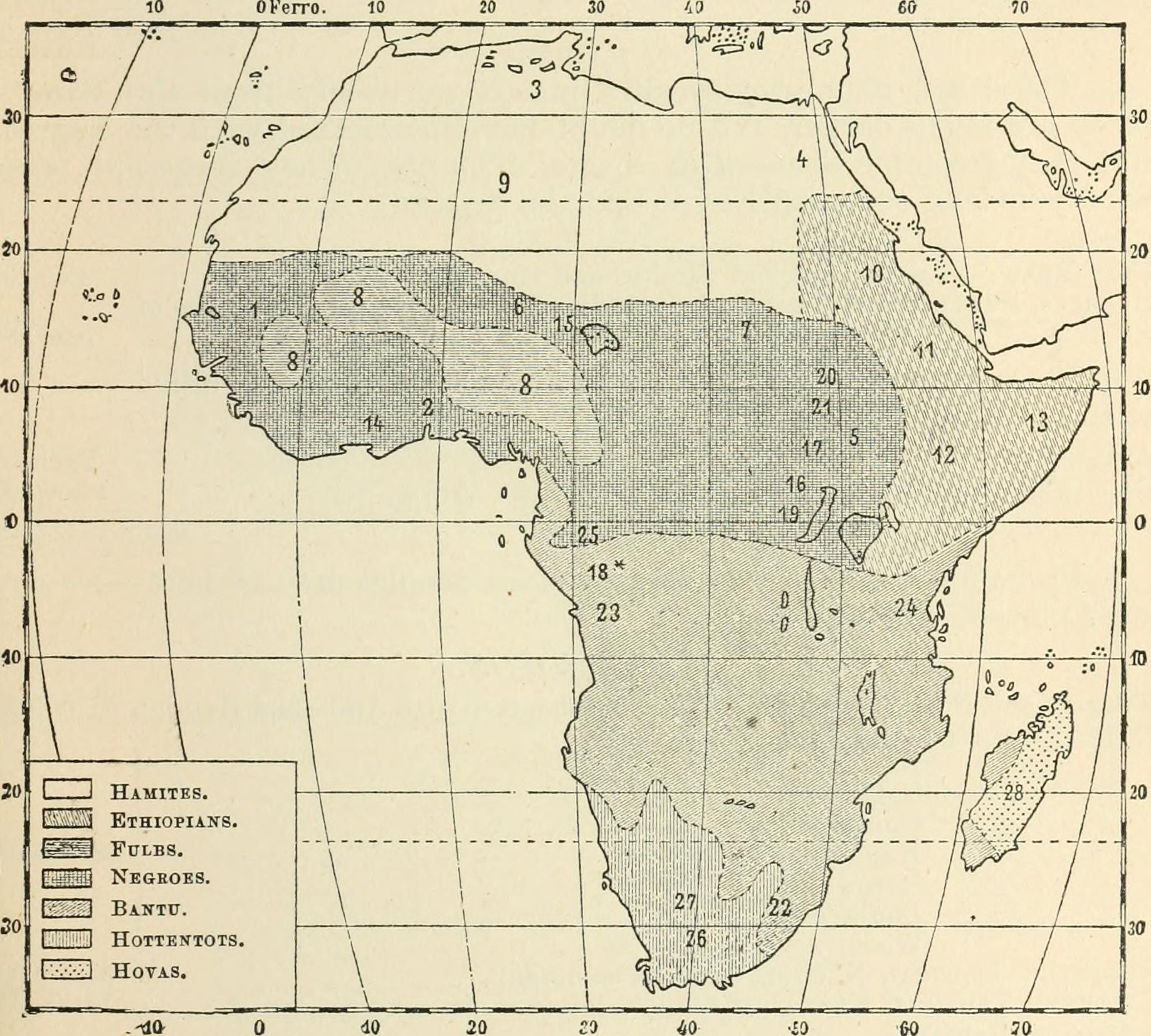
Indelning av svarta afrikaner i mörk färg av 1850-1891 av Bettany,G.T,(George Thomas)

Begreppet "neger" användes från början som en allmän benämning på alla folkslag med svart hudfärg, men en indelning baserad på andra kännetecken än hudfärgen ledde på 1800-talet till att man från begreppet "neger" inte bara skilde dravidfolken i Deccan och alla malajer, utan även aboriginer (Australiens urbefolkning) och papuaner på Nya Guinea. 
Inte heller i Afrika ansågs vid denna tid alla mörkhyade folk höra till negrerna. De semitiska och hamitiska folken i Sahara, Abessinien och egyptiska Sudan liksom Khoisanfolken i Kaplandet och pygméer, vilka inte räknas som bantufolk, skildes från negrerna. Semiter och hamiter ansågs tillhöra den europida rasen medan alla de svarta folken ansågs höra till den negroida rasen. I Sverige var blåman det vanligaste uttrycket under vikingatiden för att på 1500-talet avlösas av morian.

## Debatten i Sverige
Fram till och med 1960-talet var uttrycket "neger" ett okontroversiellt begrepp, men enligt språkforskaren Lars-Gunnar Andersson (2011) började andra benämningar användas i svenska tidningar på 1970-talet  och "idag anses begreppet vara en föråldrad och i viss mån rasistisk benämning på människor med mörk hudfärg". Han anser att det finns "få ord i svenskan som är så laddade som just ordet neger" och jämför det med liknande ord ("lappar" och "zigenare") som mer eller mindre försvunnit ur språkbruket. I Språktidningen skriver Nils Svensson (2011) att "endast i ett sammanhang är det politiskt korrekt att säga neger: den metaspråkliga debatten. Det vill säga när själva ordet diskuteras."
Språkrådet anser att neger inte är neutralt, att ordet uppfattas som nedsättande och att ordet "har av utomspråkliga skäl blivit så gott som oanvändbart." Birgitta Lindgren vid Språkrådet säger i en intervju i Sveriges radio (2011) att rådet ofta får frågor om ordet "neger", exempelvis av poliser ifall ordet kan användas i deras rapporter och att Språkrådet alltid svarar nej på frågan, "eftersom gruppen som benämns med det ordet inte vill ha beteckningen så ska man respektera det" Rikspolisstyrelsen och dess personalansvarsnämnd fastslog i början av 2012 att "neger" är "ett föråldrat och förolämpande begrepp som är så starkt förknippat med nedsättande värderingar att det inte ska användas inom polisen." Men redan 2009 menade Martin Permén, som vid tiden ledde polisens värdegrundsarbete vid Rikspolisstyrelsen, att "alla vet att vi inte ska använda ordet neger".
Ordet uppfattas idag ofta som föråldrat och som ett negativt laddat uttryck. Det kan bedömas som en förolämpning, och av somliga används det som ett invektiv. Författaren Elaine Eksvärd, som huvudsakligen skriver om retorik, menar att 1950-talisterna är den sista generation i vilken "neger" anses som ett värdeneutralt ord, och att det idag är bäst att inte använda ordet på grund av dess historia.
Språkvårdaren Ola Karlsson uttalade sig 2005 och menade då att för många har ordet inte "någon negativ klang alls" men menar samtidigt att "[neger] har kommit att få en negativ laddning".
När Sveriges Ornitologiska Förenings taxonomikommitté lade fram den första officiella listan med svenska trivialnamn för alla världens fåglar 2015 förändrades cirka 4 000 äldre namn som använts i olika sammanhang. Av dessa föråldrade namn var ett tiotal av den art att de idag anses rasistiska eller kränkande, däribland släktet nigriter (Nigrita) som tidigare kallades negerfinkar.
Det sista svenska kartnamnet som innehöll ordet neger – Negerskallelandet – togs bort i september 2019, då Lantmäteriet ansåg namnet kränkande och icke-representativt för ett ”vårdat ortnamnsskick”.

### Ordet "neger" i SAOL
Fram till och med 11:e upplagan (1986) av Svenska Akademiens ordlista (SAOL) stod ordet helt utan kommentar om värdering. I den 12:e upplagan (1998) förekommer noteringen något nedsättande, och i den 13:e upplagan från 2006 står det kan uppfattas som nedsättande. I den 14:e utgåvan från 2015 togs bland annat "negerboll" bort ur ordlistan och "neger" belades med varningstext om att det är nedsättande. Istället rekommenderades läsaren att använda termen "svart". Varianten "nigger" infördes i 9:e upplagan (1950) med noteringen "skämtsamt"; i senare upplagor är den markerad som "starkt nedsättande".

### Rättsfall
När ordet "neger" kombinerats med nedsättande förstärkningsord, nedsättande förstärkande suffix eller omotiverat kopplas till olagligt eller olämpligt beteende, så finns det exempel från svensk rättsskipning på att människor dömts, oftast för förolämpning eller förtal.
År 2011 dömdes en 16-årig flicka i hovrätten för förolämpning till att betala 5000 kr i skadestånd till en klasskamrat efter att ha kallat henne "jävla negerfitta".
I januari 2014 fälldes en 16-årig flicka för förolämpning efter att ha kallat en pojke för "jävla neger".
Smädelsen "Negerjävel" i kombination med generaliserande uttalanden om målsägandes lukt och etniska tillhörighet samt rubriken "negerpappa" kombinerat med en video föreställande olagligt beteende, har bägge lett till fällande dom för hets mot folkgrupp.
Åklagarmyndigheten skrev 2012 att det inte är "påkallat från allmän synpunkt att väcka ett allmänt åtal för förolämpning när gärningsmannen i affekt eller vrede vid ett enstaka tillfälle uttalat exempelvis ”bögjävel”, ”fascistpolis”, ”neger” eller ”jävla svartskalle”". Ansvarig åklagare avskrev i slutet av 2014 anmälan mot en man, som beskrivit sig så som sittandes "här med två negrer", då uttalandet inte ansågs utgöra lagbrott med motiveringen "I dagens samhälle torde det råda en allmän uppfattning att ordet neger kan vara negativt laddat och att det därför är olämpligt att använda detta ord. Ordet i sig innehåller dock ingen sådan nedsättande eller kränkande värdering att det är ägnat att såra en annan persons självkänsla". Åklagarmyndighetens utvecklingscentrum i Malmö fann inte skäl att ändra nedläggningsbeslutet efter en överprövning föranledd av att Antidiskrimineringsbyrån "Malmö mot diskriminering" bistod anmälaren i att överklaga nedläggningsbeslutet.

## Språkdebatten i Danmark
I den danska språkdebatten konstaterar den språkvetenskapliga tidningen Sprog-videnskaben att "Många människor med afrikanskt ursprung tycker att det är stötande att bli kallad 'neger'. Därför har ordet blivit politiskt inkorrekt". Enligt tidningen är forskarnas rekommendation att "fundera en stund innan du säger 'neger' - även om du inte menar något illa med det /.../ Historien har satt sitt avtryck i ordet som för tankarna till en rassyn som menar att svarta människor är mindre värda än vita."
Jørgen Schack från Dansk Sprognævn har konstaterat många uppfattar ordet som nedsättande och att det blivit mindre accepterat, därmed mindre politiskt korrekt, att använda ordet "neger" idag än det var tidigare. Sedan Dokumentations- og rådgivningscenter om racediskrimination kom med en rekommendation till Polisen i Danmark att använda ordet "svart" istället för "neger" har det pågått en debatt i pressen, enligt Schack, utan att mycket har hänt "förutom att det i de flesta människors ögon har det blivit värre att säga 'neger' än det var förr." Enligt Schack är det främst äldre som använder ordet neger medan det är "förhållandevis få ungdomar som säger 'neger', om det inte är för att provocera". Han anser att förändringen i ordets laddning beror på att medborgarrättsrörelsen i USA efter Martin Luther Kings död tog avstånd från ordet och anammade självbenämningen svart istället, varpå detta utbyte i engelskan "smittade av sig" på det danska språksamhället.
Poul Duedahl vid Kultur- och globalastudier vid Aalborg Universitet menar att ordet "neger" har en rassegregerande historia. Han beskriver att "negroid" var från början en neutral beteckning men i och med att europeiska antropologer började etablera rasliga hierarkier, där vissa raser beskrevs som mer värda än andra utifrån hudfärgen, har ordet blivit värdeladdat. Deudahl menar att den "negroida rasen" eller "negrerna" beskrevs som "naturfolk med barnsliga fysiska egenskaper och en mental kapacitet som barn, medan den vita rasen var väl utvecklad och skapad för att härska över dem." Denna negativa konnotation (föreställningar kopplade till ordet) hänger kvar än idag och det är politiskt inkorrekt att använda ordet, enligt Deudahl.
Rikke Andreassen vid Roskilde universitet, som forskat kring barnlitteraturens historiska porträtt av afrikaner, är av uppfattningen att det är rimligt att "neger" plockas bort ur språket, exempelvis i barnböcker, eftersom ordet upprätthåller "olyckliga idéer om afrikaner som en underlägsen ras". Hon menar att när ett ord som "neger" använts för att beskriva människor från Afrika som mindre intelligenta än vita européer är det lämpligare att använda andra ord. Andreasen anser att "Om vi använder ordet, till exempelvis i barnlitteratur, behåller vi idéer om svarta afrikaner som mindre begåvade, exotiska och naiva." Att inte använda ordet handlar om respekt, enligt Andreassen: "Många afrikaner och andra med mörkare hy tycker att det är obehagligt att kallas "neger" eller att stöta på ordet i det offentliga rummet" eftersom det kopplar till en rastanke där "svarta är underlägsna vita". Hon gör gällande att "Även om du inte använder neger i en ond avsikt så är det ett begrepp laddat med betydelser."
Per Durst-Andersen, språk- och kulturforskare på Copenhagen Business School, är av en annan uppfattning: "Jag kan inte överhuvudtaget säga att det är politiskt inkorrekt att säga 'neger'. Det är sant att ordet bär historiska och kulturella betydelser som förs vidare från generation till generation, och att ordet 'neger' förmodligen har en negativ innebörd för en amerikan. Men det betyder inte att det är politiskt inkorrekt i dansk kontext." och att "I Danmark har vi inte haft samma rasdiskriminering som det varit i USA. För mig är det mycket värre att kalla en person för 'svart'."

## Språkdebatten i Norge
Pippi Långstrumps pappa var tidigare omnämnd som negerkung i Norge men NRK ändrade det år 2006 till att han istället är Kung från Söderhavet. Det är i den norska radions barntimme som ordet negerkung strukits. Den norska polisen har också slutat använda ordet efter en debatt 2006. Emellertid har flera framstående norska språkforskare, såsom Sylfest Lomheim, Finn Erik Vinje och Vigleik Leira, hävdat att det norska ordet är värdeneutralt och en undersökning som NRK rapporterade om år 2007 fastslog att de flesta norrmän som inte bor i Oslo tyckte likadant. Dag F. Simonsen, som är seniorrådgivare i det norska Språkrådet, har menat att en orsak till de nyare och mer negativa uppfattningarna om ordet kan vara det engelska språkbrukets inflytande.

## Niggerochnegroi USA
I USA är nigger ett av de mest rasistiskt kränkande orden, men även ordet negro anses idag ha en nedvärderande innebörd och har blivit omodernt sedan Black Power-rörelsen på 1960-talet började använda ordet black för att uttrycka stolthet över att vara afroamerikan. Idag uppfattas uttrycket negro som stötande. Tidigare var "negro" mer allmänt använt och användes bland annat av Martin Luther King Jr. i det berömda talet I Have a Dream. I blanketter under folkräkningen i USA 2010 togs ordet "negro" med som möjligt svarsalternativ då man tidigare år fått in ett antal formulär där afroamerikaner själva skrivit in ordet varför United States Census Bureau ansåg att flera äldre afroamerikaner fortfarande identifierade sig med ordet. Myndigheten bad senare om ursäkt för detta och menade att ordet troligen inte skulle vara med i framtida undersökningar.

### Danska originalcitat
1. ↑  [M]eget værre at kalde en person for 'sort'.